# Shadworth Hodgson
Shadworth Hollway Hodgson, född 1832, död 1913, var en brittisk filosof.
Hodgson levde som privatlärd i London. Han var 1880 grundare och därefter mångårig ledare av Aristotelian society. Genom sin kritig av idealismen och sin analys av tidsupplevelsen var Hodgson en föregångare till William James och neorealismen. Hans huvudarbeta var The metaphysic of experience (4 band, 1898).

## Fotnoter
1. 1 2  SNAC, SNAC Ark-ID: w6xw4kvx, läs online, läst: 9 oktober 2017.[källa från Wikidata]
2. ↑  Bruno Delmas & Rémi Mathis (red.), Annuaire prosopographique : la France savante, CTHS person-ID: 117894, läst: 9 oktober 2017.[källa från Wikidata]
3. ↑  Argus Leader, läs online .[källa från Wikidata]